# Sclerophrys buchneri
Espèce
Synonymes
- Bufo buchneri Peters, 1882
- Amietophrynus buchneri (Peters, 1882)
- Bufo decorsei Mocquard, 1903

Statut de conservation UICN

 DD  : Données insuffisantes
Sclerophrys buchneri est une espèce d'amphibiens de la famille des Bufonidae.

## Répartition
Cette espèce se rencontre en Angola dans l'enclave de Cabinda et dans l'Ouest de la République du Congo.
Sa présence est incertaine en République démocratique du Congo.
Les tentatives pour établir sa distribution sont spéculatives et dépendent de la résolution de son statut taxonomique.

## Taxinomie
Robert Mills Tandy estime que cette espèce est probablement un synonyme de Sclerophrys funereus.

## Étymologie
Cette espèce est nommée en l'honneur de Max Joseph August Heinrich Markus Buchner (1846–1921).

## Publication originale
- Peters, 1882 : Drei neue Batrachier (Amblystoma Krausei, Nyctibatrachus sinensis, Bufo Buchneri) vor.. Sitzungsberichte der Gesellschaft naturforschender Freunde zu Berlin, vol. 1882, no 8, p. 145-148 (texte intégral).